# Protivín
Cet article concerne la localité de République tchèque. Pour la localité d'Iowa, voir Protivin.
Protivín (en allemand : Protiwin) est une ville du district de Písek, dans la région de Bohême-du-Sud, en République tchèque. Sa population s'élevait à 4 799 habitants en 2024.

## Géographie
Protivín se trouve à 12 km au sud-ouest de Písek, à 32 km au nord-ouest de České Budějovice et à 99 km au sud de Prague.
La commune est limitée par Písek au nord, par Tálín et Žďár au nord-est, par Všemyslice et Temelín à l'est, par Dříteň, Číčenice et Vodňany au sud, et par Pohorovice, Skály et Heřmaň à l'ouest.

## Histoire
La première mention écrite de la localité date de 1282.

## Administration
La commune se compose de neuf sections :
- Chvaletice
- Krč
- Maletice
- Milenovice
- Myšenec
- Protivín
- Selibov
- Těšínov
- Záboří

## Transports
Par la route, Protivín se trouve à 8 km du centre de Vodňany, à 14,5 km de Písek, à 37 km de České Budějovice et à 138 km de Prague.

## Personnalités
- Jiří Kolář (1914-2002), écrivain, y est né.